# Deinopis
Deinopis är ett släkte av spindlar. Deinopis ingår i familjen Deinopidae.

## Dottertaxa tillDeinopis, i alfabetisk ordning[1]
- Deinopis amica
- Deinopis anchietae
- Deinopis armaticeps
- Deinopis aruensis
- Deinopis aspectans
- Deinopis aurita
- Deinopis biaculeata
- Deinopis bituberculata
- Deinopis bucculenta
- Deinopis camela
- Deinopis celebensis
- Deinopis cornigera
- Deinopis cylindracea
- Deinopis cylindrica
- Deinopis diabolica
- Deinopis fasciata
- Deinopis fasciculigera
- Deinopis fastigata
- Deinopis giltayi
- Deinopis goalparaensis
- Deinopis granadensis
- Deinopis guasca
- Deinopis guianensis
- Deinopis guineensis
- Deinopis kollari
- Deinopis lamia
- Deinopis liukuensis
- Deinopis longipalpula
- Deinopis longipes
- Deinopis madagascariensis
- Deinopis mediocris
- Deinopis ornata
- Deinopis pallida
- Deinopis pardalis
- Deinopis plurituberculata
- Deinopis ravida
- Deinopis reticulata
- Deinopis rodophthalma
- Deinopis schomburgki
- Deinopis schoutedeni
- Deinopis seriata
- Deinopis spinosa
- Deinopis subrufa
- Deinopis tabida
- Deinopis tuboculata
- Deinopis unicolor